# Sarswar
Sarswar (nep. सारश्वर) – gaun wikas samiti we wschodniej części Nepalu w strefie Sagarmatha w dystrykcie Siraha. Według nepalskiego spisu powszechnego z 2001 roku liczył on 960 gospodarstw domowych i 5793 mieszkańców (2794 kobiet i 2999 mężczyzn).